# Porto (São Mateus)
O Porto é um bairro localizado na cidade de São Mateus, que é uma cidade do Espírito Santo. Seu nome deriva do cais encontrado as margens do rio Cricaré, que teve grande importância no desenvolvimento econômico da região do Cricaré, sendo o principal porto negreiro do Brasil Colônia.

## História
O desenvolvimento econômico de São Mateus no século XIX teve como sustentáculo o trabalho escravo do negro, que era comercializado num largo existente à beira do rio São Mateus. Foi nele que foi apreendido o último carregamento clandestino na costa brasileira em 1856, quando foi aprisionado por uma escuna norte-americana na barra de São Mateus com 350 africanos.
Os primeiros sobrados no cais do porto foram construídos no século XIX. Antes ali só existia um terreiro para depósito de mercadorias que eram importadas e exportadas.
De 1840 a 1870 foram construídos imponentes sobrados de mirantes, pátios internos, cobertos com telha canal e gradil de ferro trabalhado, símbolo do poderio econômico da elite de então.
Mesmo com a introdução do café, da cana de açúcar, entre outros produtos de consumo, São Mateus manteve durante muito tempo a sua primeira fonte de renda: o comércio de farinha de mandioca. Nos meados do século XIX, mesmo o café já estando espalhado por todo sul do estado, São Mateus ainda exportava farinha para o Rio de Janeiro, para a Bahia e para Minas Gerais.
A inexistência de outras vias de escoamento aumentou o movimento do porto, especialmente após a autorização da navegação regula, em 13 de julho de 1860.
Para cobrir gastos com a construção do cais de concreto e outras melhorias no cais do porto, em 1864 foi criado um imposto de 1% sobre todas as exportações.
O Porto de São Mateus tornou-se parada obrigatória da Companhia Espírito Santo e Caravelas. Navios do Lloyd Brasileiro, como o Mayrink, o Vitória Miranda e o Jordão & Cia aportavam em São Mateus com uma regularidade quinzenal.

### Comércio negreiro no Porto

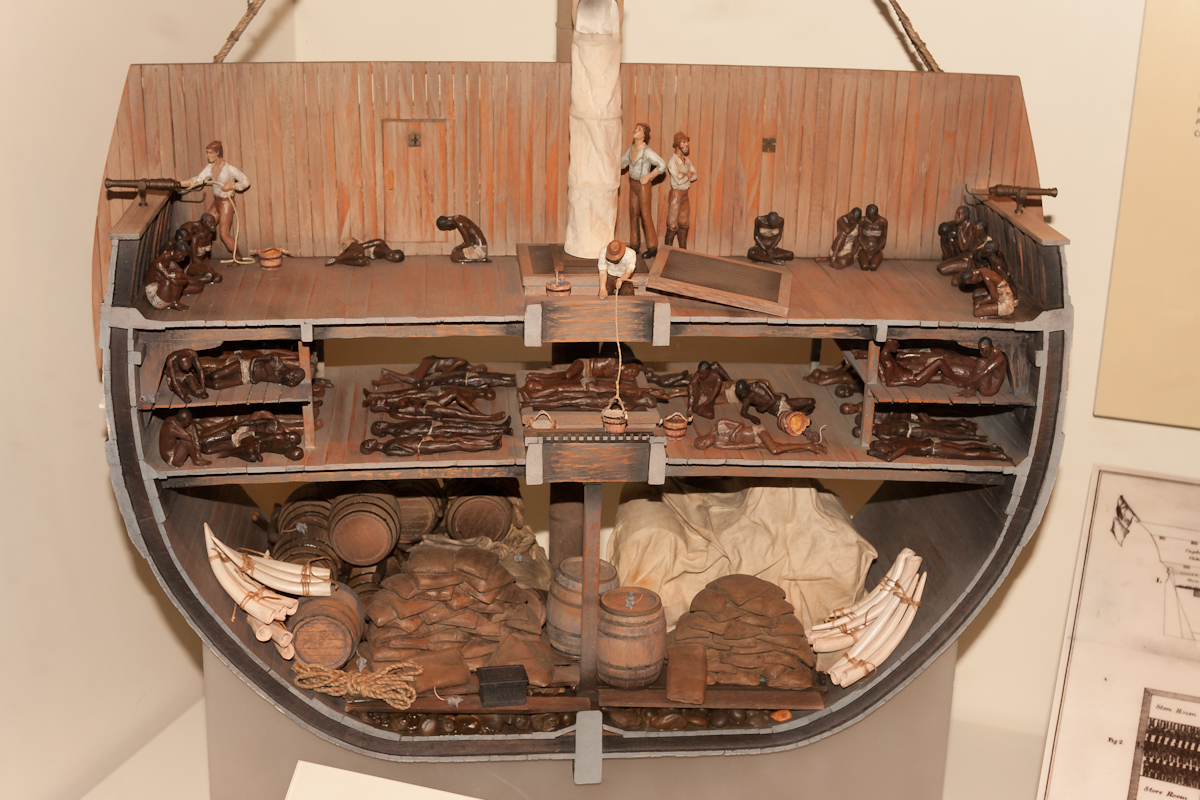
Maquete do interior de um navio negreiro

A entrada de escravos no município se dava através do Porto, tendo início no período colonial e estendendo-se e se intensificando durante o século XIX, principalmente após a proibição do tráfico transatlântico em 1850 até a abolição da escravatura, tendo no auge, 16 empresas situadas no porto, atuando exclusivamente neste ramo.
A chegada de navios negreiros ao Porto era festivamente aguardada pela população, principalmente pelos compradores, na expectativa de escolherem as melhores peças. Ainda a bordo, os escravos era preparados, ou seja, homens e mulheres azeitados, os ferimentos e tumores cobertos com ferrugem e pólvora. Em caso de infecção intestinal, o ânus era preenchido com estopa. Devidamente desembarcados, os negros acorrentados em fila indiana eram tangidos até o mercado. Ali eram examinados pela sua compleição física e até origem tribal. Dava-se preferência na compra de negros da canela fina, do calcanhar para trás e da nádega pequena, sendo consideramos os melhores para o serviço na roça.
Outro fato importante relacionado ao comércio escravista é que na região de São Mateus registra-se a apreensão do último navio negreiro clandestino que circulou na costa brasileira, em 1856, após a lei de 1850 proibindo o tráfico de escravos africanos para o Brasil. Algumas dessas embarcações chegavam a amontoar mais de 300 cativos, que vinham nus, mal alimentados e acorrentados uns aos outros, numa viagem que durava mais de 90 dias. Muitos não resistiam aos sofrimentos impostos, morriam e eram jogados no mar.
No período entre 1863 e 1887, foram negociados um total de 606 escravos na cidade, sendo 326 homens e 269 mulheres. Os preços destes cativos variavam bastante, em função de fatores diversos tais como sexo, idade, ofício, condição física, dentre outros, além de estarem sujeitos incidentes específicos, tal como a proibição do tráfico transatlântico na década de 1850. De acordo com os registros do cartário de primeiro oficio do município, a subida dos preços dos escravos em São Mateus se deu a partir de 1868, quando alcançou a cifra de 1:028$500  (mil e vinte e oito contos e quinhentos réis) para os homens e de 1:018$750 (mil e dezoito contos e setecentos e cinquenta réis) para as mulheres, um aumento considerável visto que no ano anterior (1867), a média era de 375$000 (trezentos e setenta e cinco conto de réis) para os homens e de 637$916 (seiscentos e trinta e sete contos e novecentos e dezesseis réis para mulheres.

## Galeria

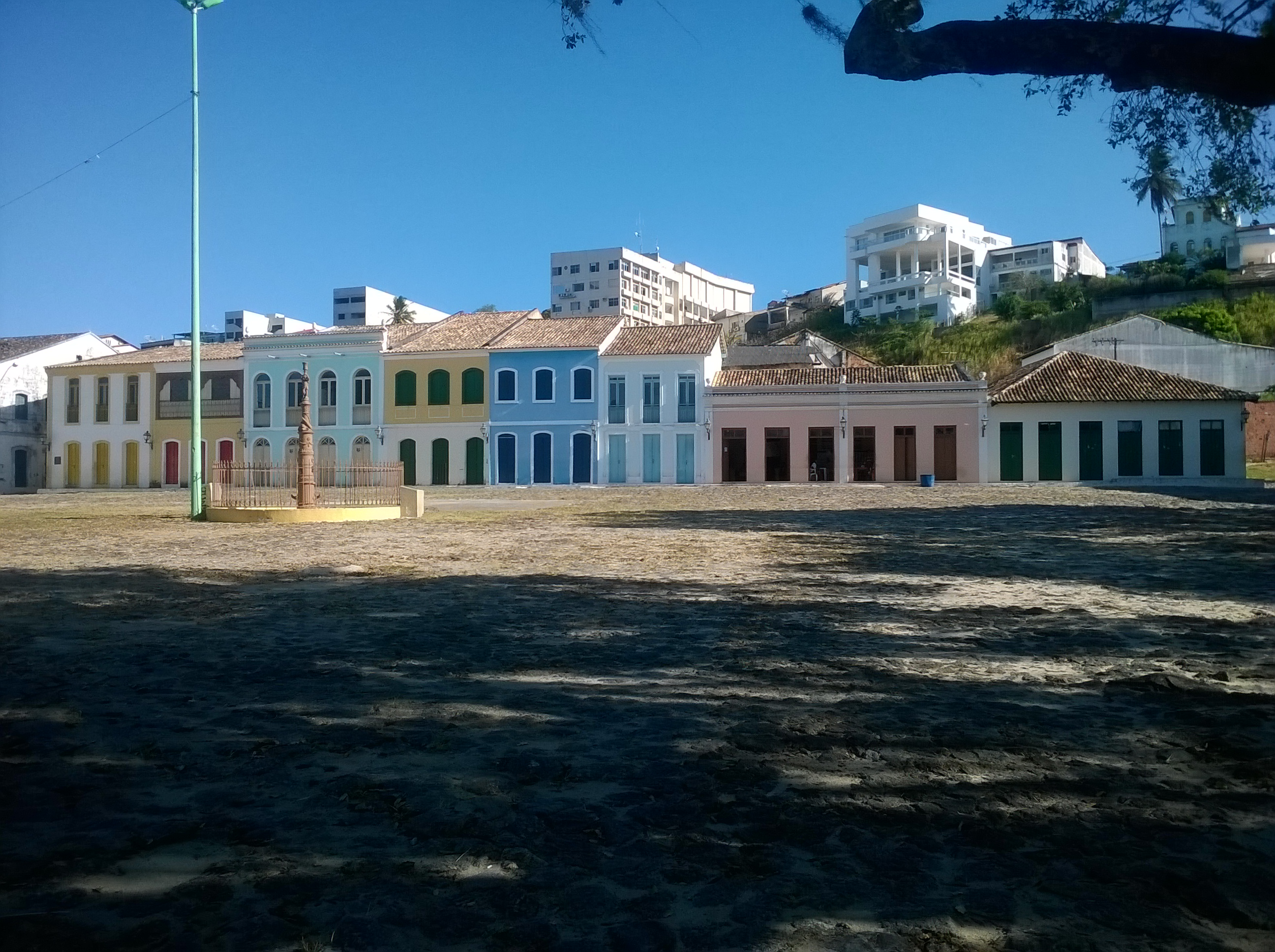
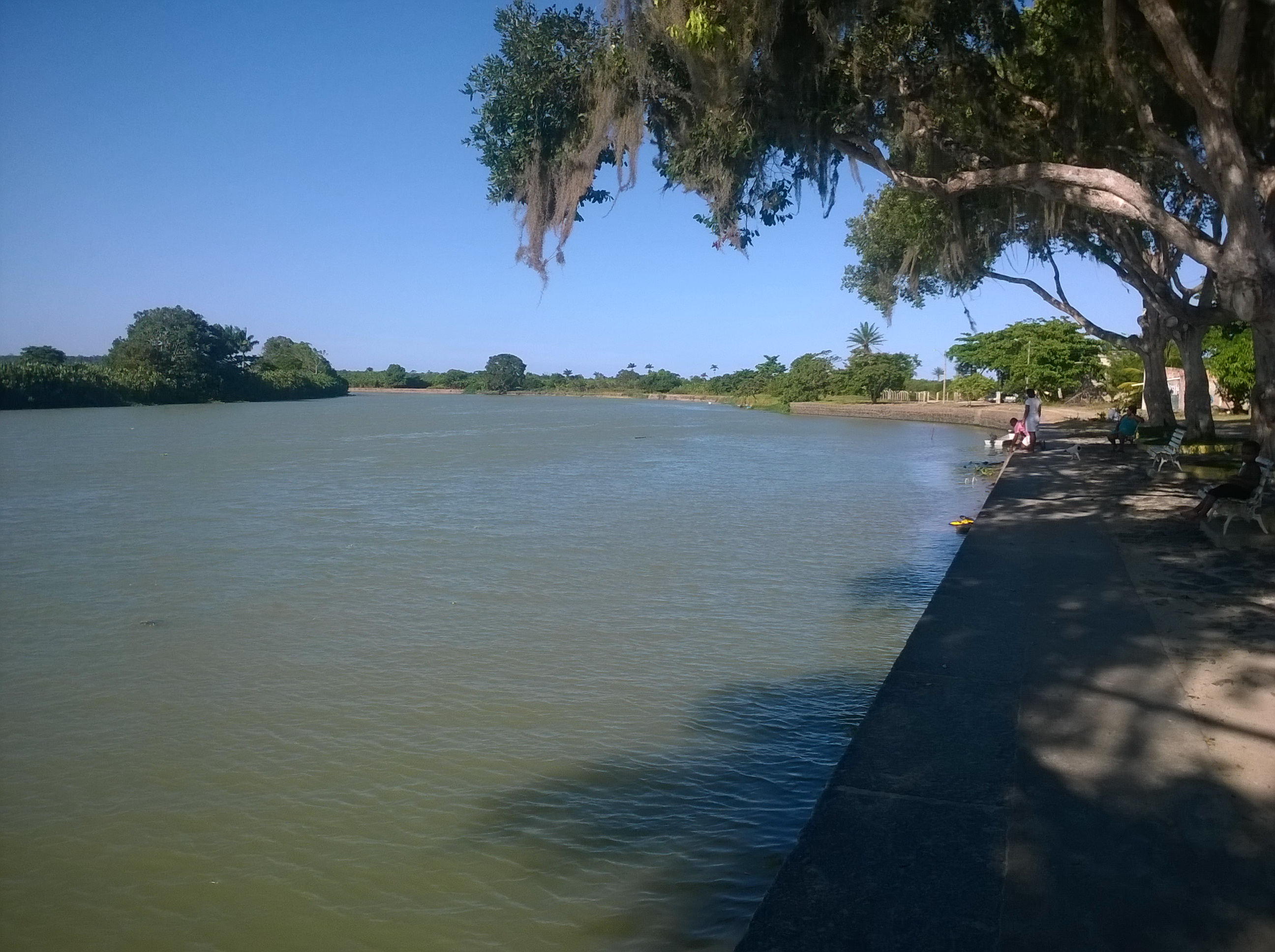
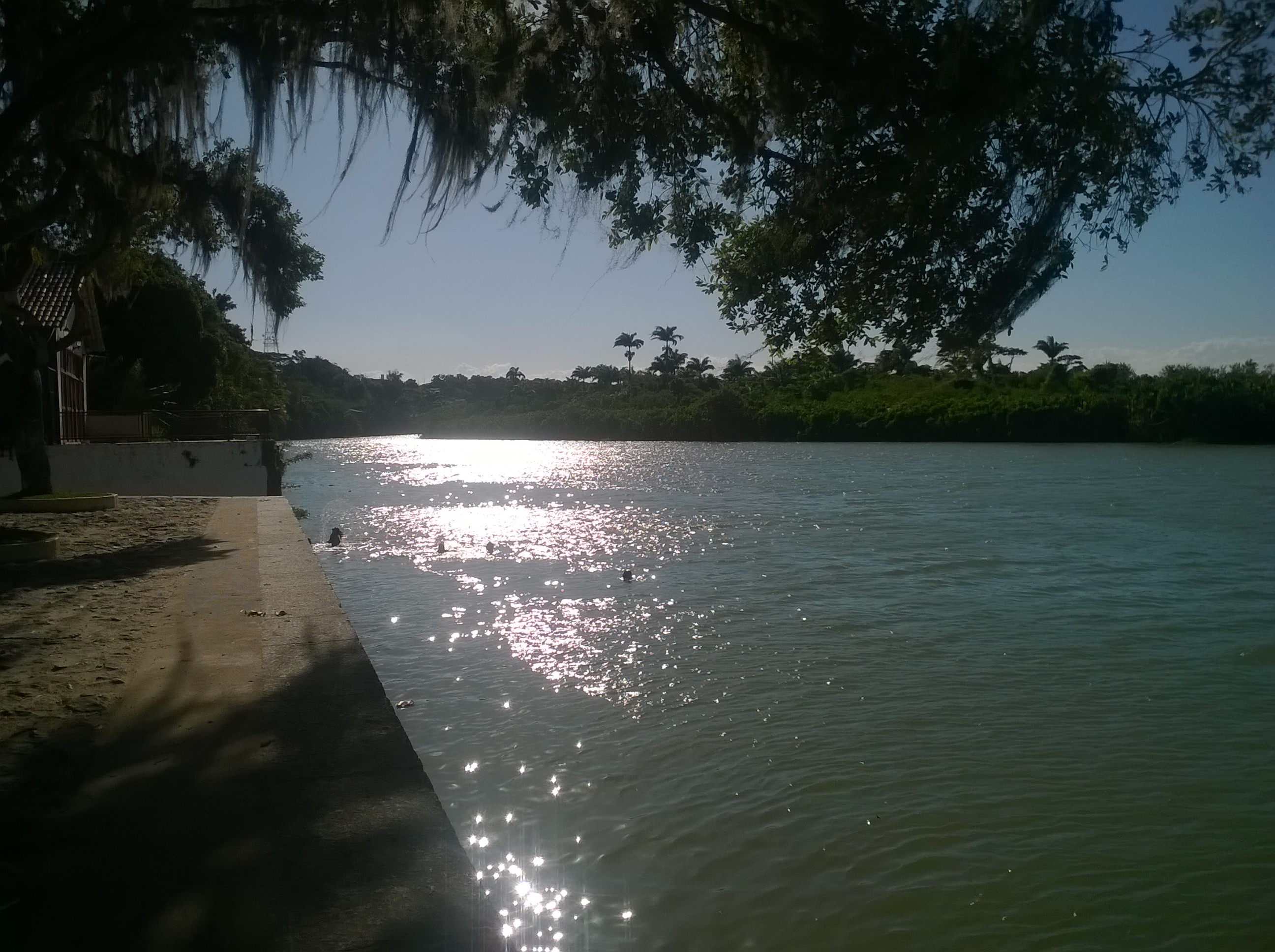